# Велавадар (национальный парк)
Велавадар (англ. Velavadar National Park), он же национальный парк Велавадар Блэк Бак (англ. Velavadar Black Buck National Park) — национальный парк в Индии. Расположен в округе Бхавнагар штата Гуджарат, в 64 км от города Бхавнагар. 
Парк занимает площадь 34 км² и состоит из открытых равнин, покрытых травой и кустарниками. 
Создан в 1976 году для защиты чернохвостых антилоп, известных как "блэк бак", которые являются символом Гуджарата. В национальном парке также обитают волки, шакалы, гиены, малые индийские дрофы и множество других видов птиц. 
Климат — тропический.
Одной из главных достопримечательностей парка является наблюдение за блэк баками в их естественной среде обитания. Эти животные имеют красивую окраску, которая меняется в зависимости от сезона.